# Passagem Discovery

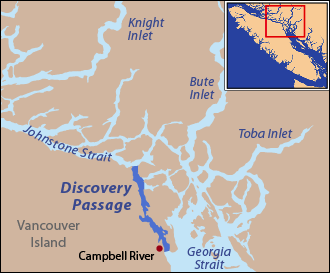
Passagem Discovery

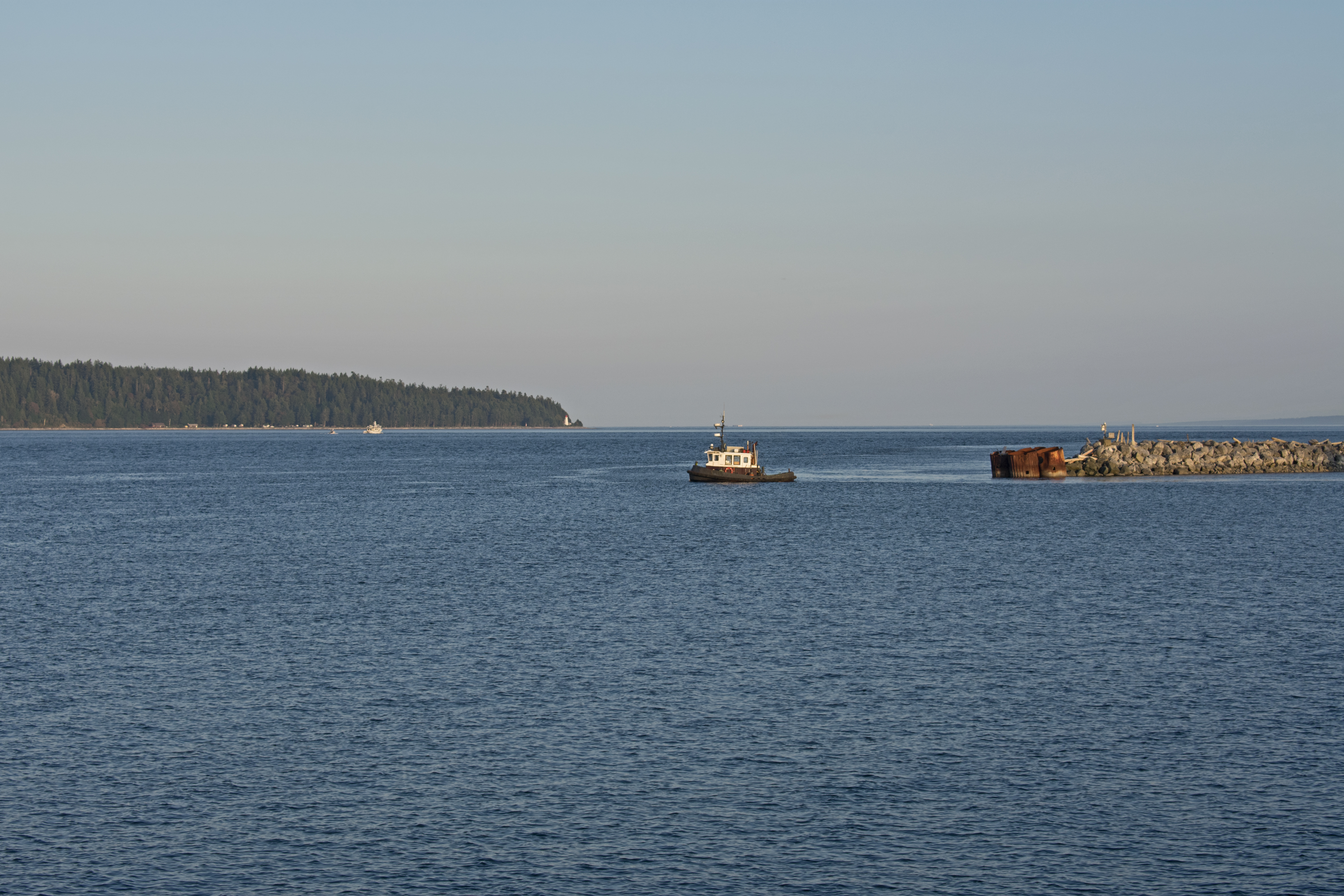
Passagem Discovery em Campbell River

A Passagem Discovery é um canal que faz parte da Passagem Interior entre a Ilha Vancouver e as Ilhas Discovery ao largo da Colúmbia Britânica a norte do Estreito de Geórgia. A maior parte da linha de costa oriental é da Ilha Quadra com a  Ilha Sonora a formar a costa do lado norte, onde a Passagem Discovery encontra o Estreito de Johnstone. A parte sul da Passagem Discovery entra no Estreito de Geórgia. Tem 25 km (14 milhas) de comprimento e cerca de 2 km (1,2 milhas) de largura, menos que os Estreitos Seymour a sul.
A passagem é uma rota marítima importante.